# 1881 год в литературе

## События
- В Санкт-Петербурге начинает издаваться юмористический литературно-художественный еженедельный журнал «Осколки» (закрылся в 1916 году).

## Книги
- «Жангада. Восемьсот лье по Амазонке» — произведение Жюля Верна.
- «Левша» — повесть Николая Лескова.
- «Невольницы» — пьеса Александра Островского.
- «Пиноккио» — сказка Карло Коллоди (первое отдельное издание — 1883).
- «Привидения» — пьеса Генрика Ибсена.
- «Принц и нищий» — роман Марка Твена.
- «Таланты и поклонники» — пьеса Александра Островского (первая публикация — в 1882 году).

## Родились
- 10 февраля — Борис Константинович Зайцев, русский писатель (умер в 1972).
- 17 марта – Кристиан Эльстер (младший), норвежский писатель (умер в 1947 году).
- 27 марта — Аркадий Тимофеевич Аверченко, русский писатель-сатирик и юморист (умер в 1925).
- 11 мая — Ванда Альбрехт, литовская писательница, поэт, публицист, переводчик (умерла в 1941).
- 19 августа — Хосе Рафаэль Бустаманте, эквадорский писатель (умер в 1961).
- 15 октября — Пэлем Грэнвил Вудхауз, английский писатель-юморист и комедиограф (умер в 1975).
- 24 ноября — Зденек-Матей Кудей, чешский журналист, писатель, переводчик, путешественник (умер в 1955).
- 28 ноября — Стефан Цвейг, австрийский писатель (умер в 1942).
- Мухаммад аш-Шадли Хазнадар, тунисский поэт.

## Умерли
- 2 февраля — Алексей Феофилактович Писемский, русский писатель (родился в 1821).
- 12 февраля — Жуан Рикарду Кордейру, португальский драматург (родился в 1836).
- 9 февраля — Фёдор Михайлович Достоевский, русский писатель (родился в 1821).
- 6 апреля — Хосе Мария Ипаррагирре, баскский поэт-песенник (родился в 1820).
- 11 апреля – Кристиан Мандруп Эльстер, норвежский писатель (род.1841).
- 8 июля — Сесилио Акоста, венесуэльский прозаик и поэт (родился в 1818).
- 9 июля — Поль де Сен-Виктор, французский эссеист, театральный и литературный критик (родился в 1827).
- 29 августа — Лауринас Ивинскис, литовский писатель (родился в 1810).
- 30 сентября — Елизавета Дмитриевна Безобразова (урождённая Маслова), русская писательница; жена академика В. П. Безобразова[1].
- 4 октября — Карл-Густав Швечке, немецкий писатель, поэт, издатель (родился в 1804).
- 12 октября — Джозайя Гилберт Холланд (род. 1819), американский поэт, писатель, редактор журнала «Scribner's Monthly»[англ.].
- 2 ноября — Фредрик Берндтсон, шведско-финский писатель, поэт, драматург (род. в 1820).
- Эжен Жан, бельгийский писатель и поэт (родился в 1814).
- Ксенофонт Григорьевич Климкович, галицийский писатель (родился в 1835).